# Rammelaar
Een rammelaar is een stuk speelgoed voor baby's vanaf ongeveer drie maanden. Het is een hol voorwerp waarin zich een of meer balletjes bevinden, en door ermee te schudden zal het geluid voortbrengen.
Rammelaars zijn ritmische muziekinstrumenten voor de Hopi-indianen.

## Geschiedenis

Rammelaar met parasolvorm uit 18e eeuw, uit collectie Zuiderzeemuseum

Rammelaars worden wereldwijd gebruikt. De precieze oorsprong van de rammelaar is onbekend. Wel lijkt er een wijdverspreide overeenkomst te zijn in de functie van het object, namelijk het gebruik van de rammelaar als cultusinstrument in het geloof of bijgeloof. De oudste exemplaren stammen zelfs uit de prehistorie. Sommigen zien de oorsprong van de huidige rammelaar in het oud-Egyptische cultusinstrument, de sistrum. Anderen zien de oorsprong in de schudinstrumenten genoemd in het Oude Testament.
De rammelaar is speelgoed dat al duizenden jaren oud is. Door de eeuwen heen zijn rammelaars vervaardigd van verschillende materialen. Tot de 12e eeuw meestal van aardewerk. Tussen de 12e en de 14e eeuw werden de meeste rammelbollen van keramiek gemaakt, na de 15e eeuw worden ook wel metalen rammelaars gemaakt. Sinds de 16e eeuw werden rammelaars van been en hout ook populair. Soms hadden deze rammelaars ook een bijtfunctie.

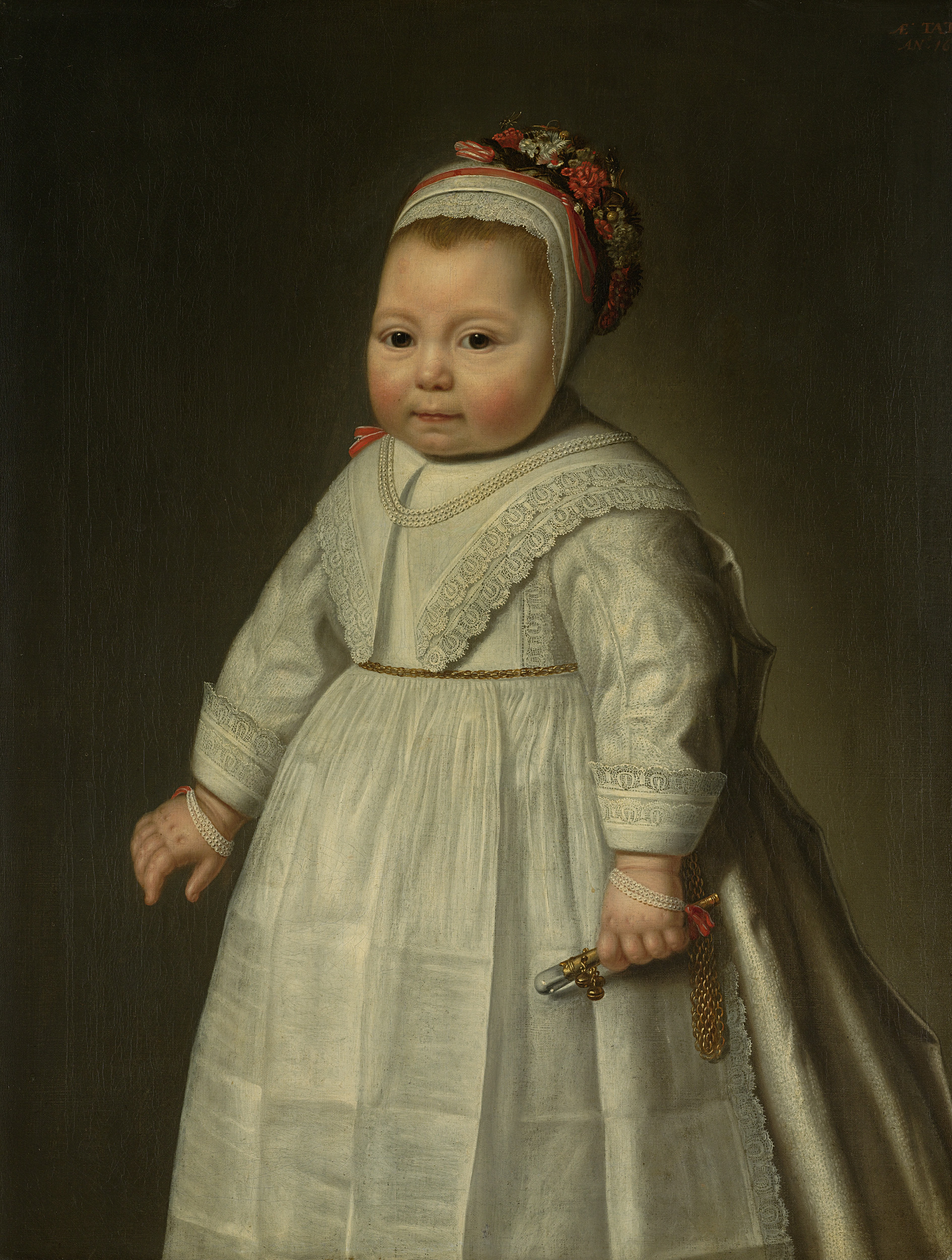
Jacoba Bontemantel met rammelaar uit collectie Rijksmuseum

 Vanaf de zestiende eeuw werden rammelaars als een middel voor bescherming gezien voor jonge kinderen tegen ziekten en ongeluk. De belletjes en fluitjes aan een rammelaar waren daarbij middelen om de boze geesten af te schrikken. Rammelaars in de zestiende eeuw worden door hun bolle lichaam vaak vergeleken met de granaatappel. De granaatappel wordt door zijn overvloed aan zaden vaak als symbool voor vruchtbaarheid gezien en wanneer de granaatappel uitdroogt vormt hij daarnaast een natuurlijke rammelaar. Aan de uiteinden van de rammelaar zat vaak een bijtstuk van halfedelsteen als beschermend amulet en als bijtstuk voor kinderen die tandjes kregen. Soms zat er aan het uiteinde van de rammelaar een wolfstand waaraan tevens een beschermende waarde werd toegemeten en het zou daarnaast de kracht van de wolf op het kind overbrengen. Er zijn weinig rammelaars uit de zestiende eeuw bewaard gebleven, maar hun vorm is bekend uit diverse Hollandse kinderportretten.
Er is een opmerkelijke gelijkenis tussen zeventiende-eeuwse rammelaars en de zilveren siertorens (Hebr: rimoniem, granaatappels) die de houten stelen van de Joodse wetsrollen (Tora) sieren. De oudste bekende exemplaren dateren uit de vijftiende eeuw en bevinden zich in de Kathedraal van Palma. Alhoewel niet bekend is of siertorens naar rammelaars werden gevormd, lijkt een gemeenschappelijke basis te liggen in de granaatappel. Als een van de oudste symbolen vervult de granaatappel een belangrijke functie in de joodse traditie. De oorsprong hiervan is terug te vinden in de Bijbel in Exodus 28 waarin de voorschriften van de kleding van priesters worden beschreven. Zo moesten de zomen van het bovenkleed van de joodse priesters gevuld worden met borduurwerk van granaatappels, afgewisseld door gouden belletjes waarvan het geluid de priester tegen de dood zou beschermen als deze het joodse heiligdom (de tabernakel, later de tempel) betrad. Vele rammelaars, zoals bronzen exemplaren uit de oudheid, hebben de vorm van een granaatappel.
Vanaf de zeventiende eeuw kwam in Holland tevens een andersoortige rammelaar voor. In deze tijd werd er tussen de meer gegoede burgers steeds vaker een speciale munt of trouwpenning overhandigd bij een voorgenomen huwelijk. Wanneer er een kind uit dit huwelijk voortkwam werd deze munt soms van belletjes voorzien en zo tot rammelaar gemaakt. Dit zet zich in de achttiende eeuw voort.
Vanaf het einde van de achttiende eeuw wordt de vorm van rammelaars steeds meer gevarieerd, terwijl ook de oudere modellen gehandhaafd bleven. Men verloor rond deze tijd het geloof in de magische krachten van de rammelaar. Met de opkomst van de chinoiserie werden er ook diverse rammelaars in de vorm van pagoden en parasols gemaakt.
In de negentiende eeuw liet men het idee van de traditionele vormen van rammelaars steeds meer los. Uit deze tijd zijn bijvoorbeeld rammelaars in de vorm van een luchtballon en een karikatuur van Napoleon bekend.
De rammelaar heeft zich met de komst van plastic in de twintigste eeuw ontwikkeld tot zijn huidige vorm.

## Afbeeldingen

Rammelaars
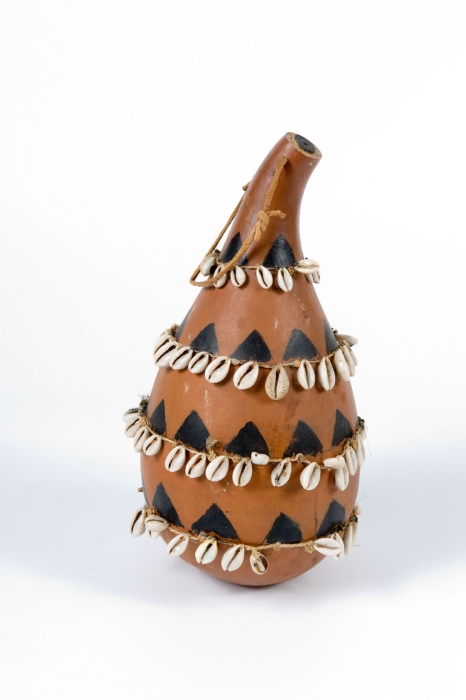
Rammelaar van kalebas uit Kenia uit de collectie van het Tropenmuseum (Wereldmuseum)
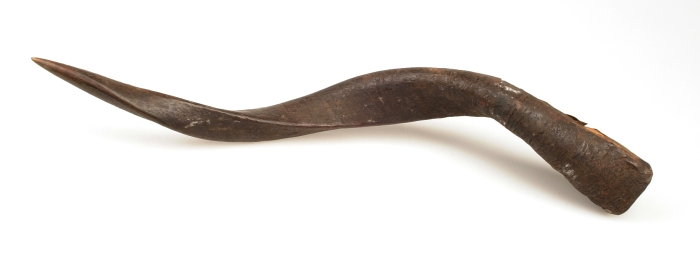
Rammelaar van antiloop-hoorn uit de collectie van het Tropenmuseum
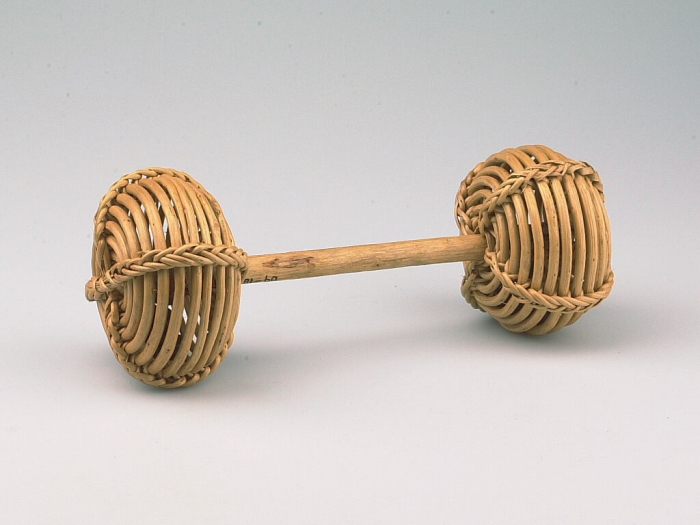
Rammelaar van vlechtwerk uit Zambia uit de collectie van het Tropenmuseum
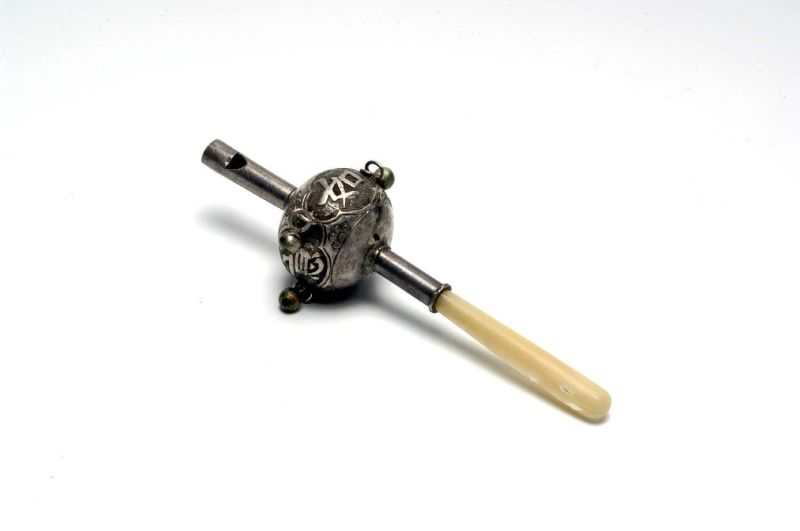
Zilveren babyrammelaar met Chinese schrifttekens (1915) uit de collectie van het Tropenmuseum
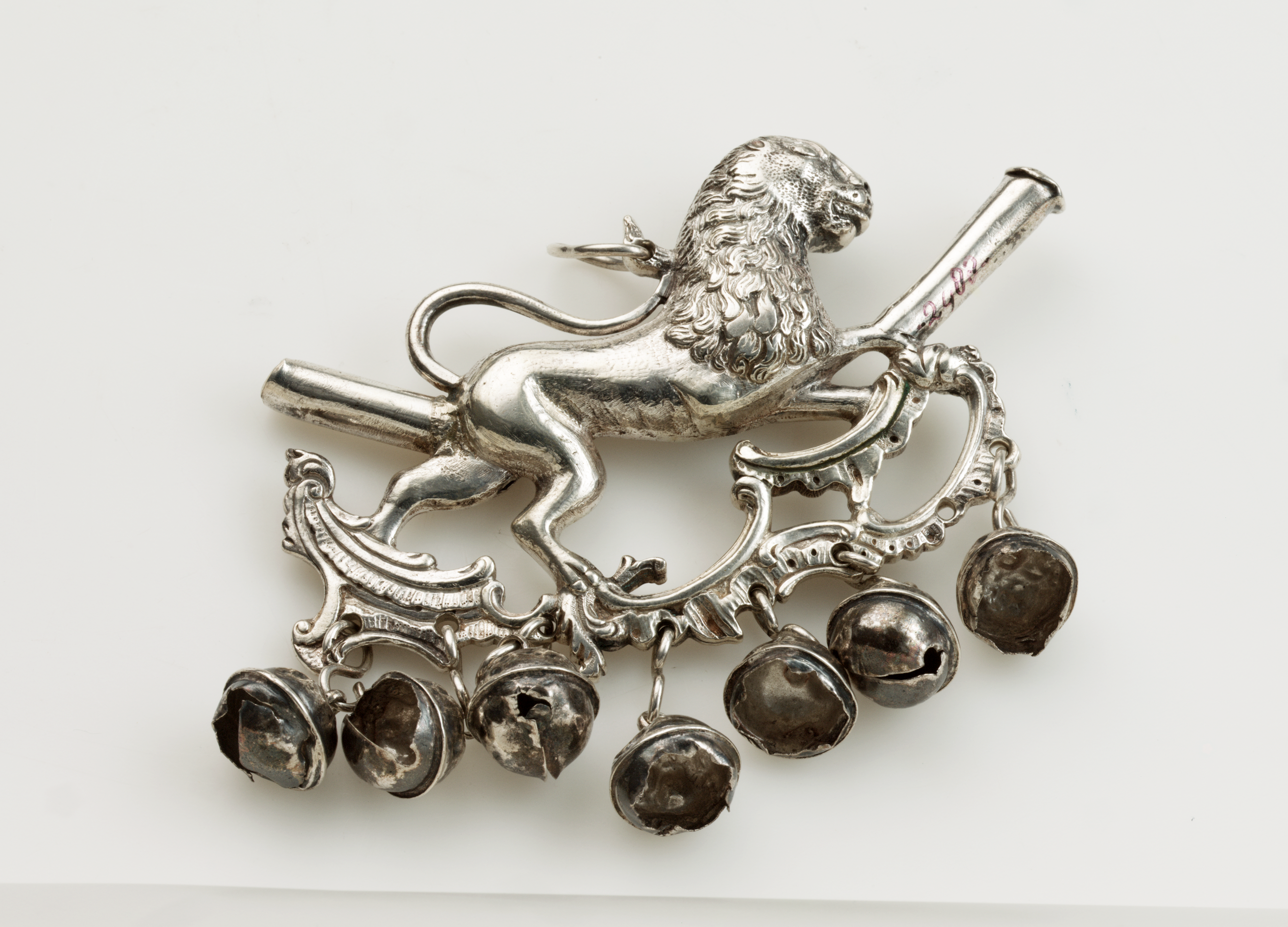
Rammelaar in de vorm van een lopende leeuw uit 1760 of een 19e-eeuws nagietsel, uit de collectie van het Zuiderzeemuseum
Rammelaar in de vorm van een zeemeermin uit de collectie van het Zuiderzeemuseum